# Ludwig Goldbrunner
Ludwig Goldbrunner (5. ožujka 1908. – 26. rujna 1981.) je bio njemački nogometaš i trener. Igračku karijeru je započeo 1927. u Bayern Münchenu, s kojim je osvojio njemačko prvenstvo 1932. godine.
Goldbrunner je nastupao kao središnji branič u 39 nastupa za njemačku reprezentaciju od 1933. do 1940. godine. Nastupao je na Svjetskom prvenstvu 1938. u Francuskoj, a iz reprezentacije je otišao nakon poraza 4:2 od Švicarske.
Postao je poznat 1937. godine, kao jedan od "Breslau-Elf" (Breslau jedanaestorica) igrača, nakon što su pobijedili Dansku s velikih 8:0. Mnogi njega i Paula Janesa smatraju najboljom njemačkom središnjom obranom ikad.
Kad je Bayern München imao svoju najsjajniju momčad svih vremena, Goldbrunner je također bio u užem popisu igrača i mnogi bi ga ostavili na klupi, no postao je jedan od 20 najboljih Bayernovih igrača u povijesti. Uz to, nalazi se i na popisu 30 najboljih njemačkih igrača svih vremena.

## Vanjske poveznice
- Profil na "Weltfussball.de"
- Profil na "Fussballdaten.de"